# Флаг муниципального округа Тимирязевский
Флаг муниципального округа Тимиря́зевский в Северном административном округе города Москвы Российской Федерации.
Флаг утверждён 12 мая 2005 года, как флаг муниципального образования Тимирязевское (с 1 июля 2012 года — муниципальный округ Тимирязевский), и внесён в Геральдический реестр города Москвы с присвоением регистрационного номера ?.

## Описание
«Флаг муниципального образования Тимирязевское представляет собой двустороннее, прямоугольное полотнище с соотношением сторон 2:3.
Полотнище флага состоит из двух горизонтальных полос: верхней голубой, ширина которой составляет 11/16 ширины полотнища, и нижней зелёной.
В середине голубой полосы помещено прилегающее к зелёной полосе изображение жёлтого аттика (часовой башни), увенчанного белой дугой с жёлтым колоколом под ней, из-за краёв аттика выступают белые орлы. Габаритные размеры изображения составляют 7/12 длины и 13/20 ширины полотнища.
В центре зелёной полосы помещено изображение жёлтой укороченной ромбовидной решётки. Габаритные размеры изображения составляют 3/8 длины и 3/16 ширины полотнища».

## Обоснование символики

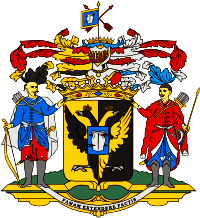
Герб рода графов Разумовских

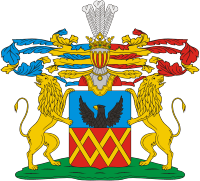
Герб рода Нарышкиных.

Жёлтый аттик (часовая башня) здания Тимирязевской сельскохозяйственной академии, построенного по проекту архитектора Н. Л. Бенуа, символизирует нахождение в муниципальном образовании этого крупнейшего научного и учебного учреждения. Академия, основанная в 1865 году, изменила облик местности, занятой сёлами и деревнями.
Выходящие орлы — элемент из гербов прежних владельцев этих земель Нарышкиных и Разумовских.
Ромбообразная решётка является символом изобильного поля в русском орнаменте, а также напоминает о золотой решётке — элементе герба Нарышкиных.